# Lista de prefeitos de Alvarenga (Minas Gerais)

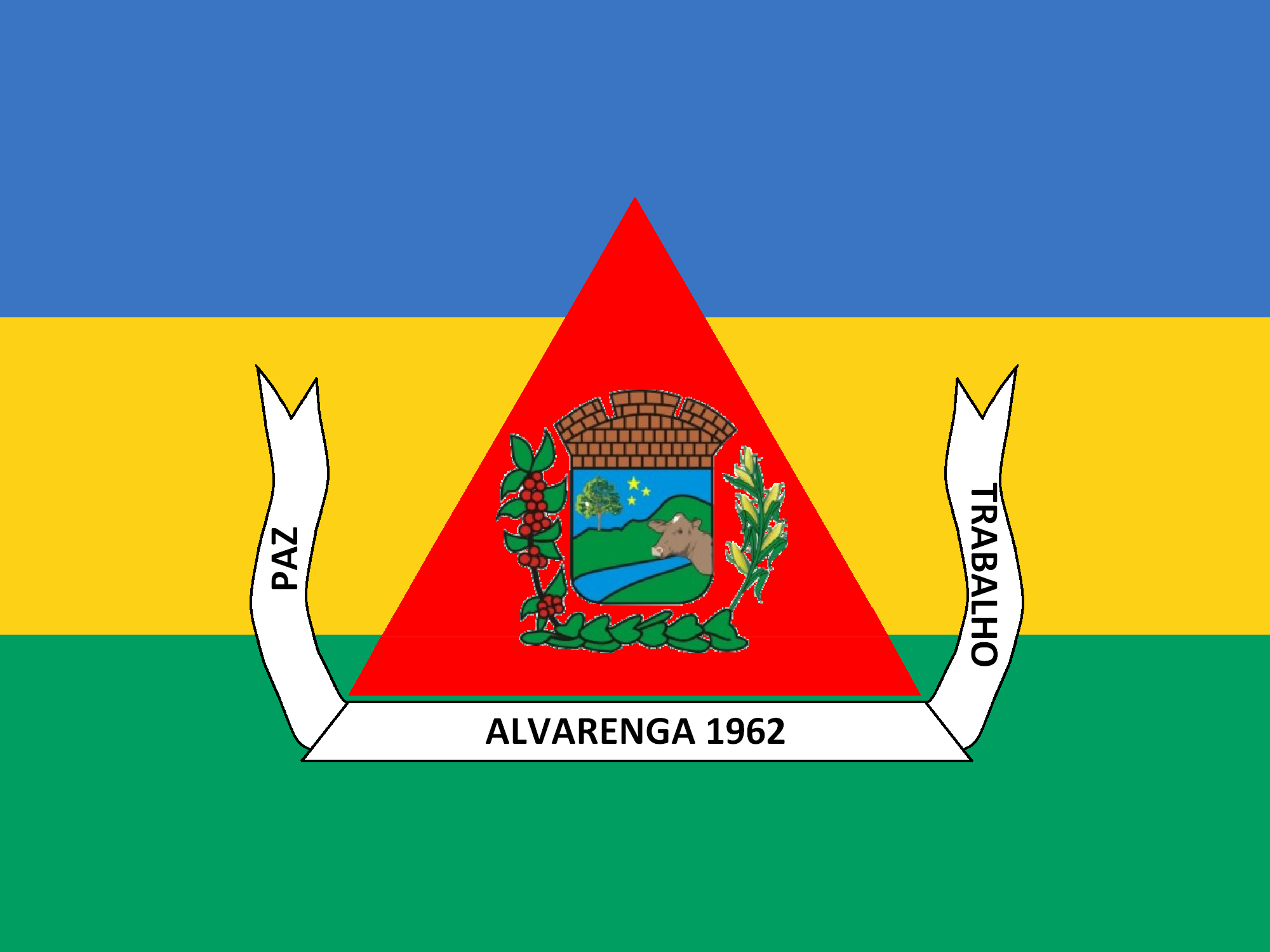
Bandeira do município de Alvarenga

Essa é a lista de prefeitos de Alvarenga, município brasileiro no interior do estado de Minas Gerais, que ocuparam o cargo da administração municipal após a emancipação política da cidade. Alvarenga se emancipou de Conselheiro Pena em 30 de dezembro de 1962. Posteriormente, com a instalação do município em 1º de março de 1963, Simeão Pena de Faria assumiu o cargo provisoriamente. Nas primeiras eleições da cidade, realizadas no dia 30 de junho do mesmo ano, o candidato eleito foi Antônio de Sousa Peixoto, que tomou posse a 31 de agosto de 1963 juntamente à primeira bancada da Câmara Municipal.
A administração municipal se dá pelos Poderes Executivo e Legislativo, sendo o primeiro representado pelo prefeito e seu gabinete de secretários, em conformidade ao modelo proposto pela Constituição Federal. Além de Simeão Pena, outras onze pessoas estiveram à frente do cargo. O prefeito que venceu a eleição municipal de 2024, por sua vez, foi Geraldo Felicio Junior (Geraldo da Saúde), eleito pelo Partido dos Trabalhadores (PT) para seu primeiro mandato.

## Prefeitos de Alvarenga
| Nº | Prefeito(a)                              | Partido | Vice-prefeito(a)                        | Partido | Início do mandato       | Fim do mandato                   | Observações                                           |
| -- | ---------------------------------------- | ------- | --------------------------------------- | ------- | ----------------------- | -------------------------------- | ----------------------------------------------------- |
| 1  | Simeão Pena de Faria                     | PSD     | —                                       | —       | 1º de março de 1963     | 31 de agosto de 1963             | Prefeito nomeado                                      |
| 2  | Antônio de Sousa Peixoto                 | PSD     | Jeremias José de Souza                  | PSD     | 31 de agosto de 1963    | 30 de janeiro de 1967            | Prefeito e vice eleitos em sufrágio universal         |
| 3  | José Carlos Martins                      | PSD     | Oswaldo Pereira de Oliveira             | PSD     | 30 de janeiro de 1967   | 12 de fevereiro de 1971          | Prefeito e vice eleitos em sufrágio universal         |
| 4  | Oswaldo Pereira de Oliveira              | PSD     | Genário Luiz da Silva                   | PSD     | 12 de fevereiro de 1971 | 1º de fevereiro de 1973          | Prefeito e vice eleitos em sufrágio universal         |
| 5  | Joaquim Borges de Melo                   | ARENA   | Jeremias José de Souza                  | ARENA   | 1º de fevereiro de 1973 | 1º de fevereiro de 1977          | Prefeito e vice eleitos em sufrágio universal         |
| 6  | José Pedro de Oliveira                   | ARENA   | Leônidas da Silva                       | ARENA   | 1º de fevereiro de 1977 | 1º de fevereiro de 1983          | Prefeito e vice eleitos em sufrágio universal         |
| —  | Joaquim Borges de Melo                   | PDS     | José Sátiro de Souza                    | PDS     | 1º de fevereiro de 1983 | 1º de janeiro de 1989            | Prefeito e vice eleitos em sufrágio universal         |
| 7  | Gumercindo de Freitas Neto               | PDC     | Sebastião Basílio da Silva              | PT      | 1º de janeiro de 1989   | 1º de janeiro de 1993            | Prefeito e vice eleitos em sufrágio universal         |
| 8  | Homero João Peixoto de Freitas           | PT      | José Raimundo                           | PT      | 1º de janeiro de 1993   | 1º de janeiro de 1997            | Prefeito e vice eleitos em sufrágio universal         |
| 9  | José Raimundo                            | PT      | Sebastião Basílio da Silva              | PT      | 1º de janeiro de 1997   | 1º de janeiro de 2001            | Prefeito e vice eleitos em sufrágio universal         |
| —  | Homero João Peixoto de Freitas           | PT      | Sebastião Basílio da Silva              | PT      | 1º de janeiro de 2001   | 1º de janeiro de 2005            | Prefeito eleito e vice reeleito em sufrágio universal |
| —  | José Pedro de Oliveira                   | PL      | Moacir Simão de Matos                   | PL      | 1º de janeiro de 2005   | 1º de janeiro de 2009            | Prefeito e vice eleitos em sufrágio universal         |
| 10 | Maria Izabel da Silva Netto, Bezinha     | PT      | Diocélio Fernando Ribeiro               | PV      | 1º de janeiro de 2009   | 1º de janeiro de 2013            | Prefeita e vice eleitos em sufrágio universal         |
| 10 | Maria Izabel da Silva Netto, Bezinha     | PT      | Diocélio Fernando Ribeiro               | PV      | 1º de janeiro de 2013   | 1º de janeiro de 2017            | Prefeita e vice reeleitos em sufrágio universal       |
| 11 | Diocélio Fernando Ribeiro                | PV      | Maria Fátima de Souza Lima              | PT      | 1º de janeiro de 2017   | 1º de janeiro de 2021            | Prefeito e vice eleitos em sufrágio universal         |
| 11 | Diocélio Fernando Ribeiro                | PV      | Gleydson da Silva Neves                 | PT      | 1º de janeiro de 2021   | 1º de janeiro de 2025            | Prefeito reeleito e vice eleito em sufrágio universal |
| 12 | Geraldo Felicio Junior, Geraldo da Saúde | PT      | Hermes Simão de Matos, Hermes do Moacir | PV      | 1º de janeiro de 2025   | 1º de janeiro de 2029 (previsão) | Prefeito e vice eleitos em sufrágio universal         |